# Chaetonema vicinum
Chaetonema vicinum är en rundmaskart som beskrevs av Gerlach 1954. Chaetonema vicinum ingår i släktet Chaetonema och familjen Enoplidae. Inga underarter finns listade i Catalogue of Life.